# Nữ Thiếu sinh Hướng đạo
Nữ Thiếu sinh Hướng đạo (Girl Guide hoặc Girl Scout) là một bé gái thường từ 10 đến 17 tuổi tham gia vào phong trào Hướng đạo thế giới (Hướng đạo Việt Nam giới hạn tuổi cho Thiếu sinh cả nam và nữ là từ 11 đến 15 tuổi). Phong trào này bắt đầu vào năm 1907 khi Trung tướng Robert Baden-Powell tổ chức trại Hướng đạo đầu tiên trên Đảo Brownsea ở miền nam Anh Quốc. Để mở rộng ý tưởng của mình, Baden-Powell viết sách Hướng đạo cho nam nhắm mục tiêu đọc giả là các bé trai, và sách có diễn tả về Phương pháp Hướng đạo sử dụng các hoạt động ngoài trời để phát triển đức tính, tính công dân, và phẩm chất cơ thể cá nhân trong giới trẻ. Phong trào Nữ Hướng đạo bắt đầu vào năm 1909 tại Cung điện Thủy tinh ở London, Anh nơi mà Baden-Powell đối diện một số Nữ Hướng đạo sinh trong đồng phục Hướng đạo và nhận thấy nhu cầu cho một chương trình tương ứng dành cho các bé gái và thanh nữ. Đoàn Nữ Hướng đạo đầu tiên là Nữ Hướng đạo Đệ nhất Pinkneys Green mà hiện nay vẫn còn hoạt động tại Pinkneys Green, một thị trấn của Maidenhead thuộc hạt Berkshire ở Vương quốc Liên hiệp Anh và Bắc Ireland.
Nữ Thiếu sinh Hướng đạo được tổ chức thành đoàn (troop), trung bình từ 20-30 nữ dưới sự dẫn dắt của một đội gồm các huynh trưởng. Các đơn vị được chia thành các đội gồm khoảng sáu Nữ Thiếu sinh và tham gia vào các hoạt động thích thú đặc biệt cũng như hoạt động ngoài trời. Các đơn vị có thể liên hiệp với các tổ chức quốc tế hay quốc gia. Một số đơn vị, đặc biệt là ở châu Âu, từ lâu đã trở thành đồng giáo dục từ thập niên 1970, cho phép nam và nữ làm việc sinh hoạt Hướng đạo trong cùng một đơn vị. Có một số ngành khác dành cho các thanh thiếu nữ lớn hay nhỏ tuổi hơn.
Ở Hoa Kỳ và một nước Đông Á, thuật từ Girl Scout được dùng để chỉ Nữ Thiếu sinh hoặc đơn giản là Nữ Hướng đạo sinh. Tuy nhiên thuật từ Girl Guide được dùng tại Anh và các nước như Canada, Nam Phi, Ireland.

## Thành lập

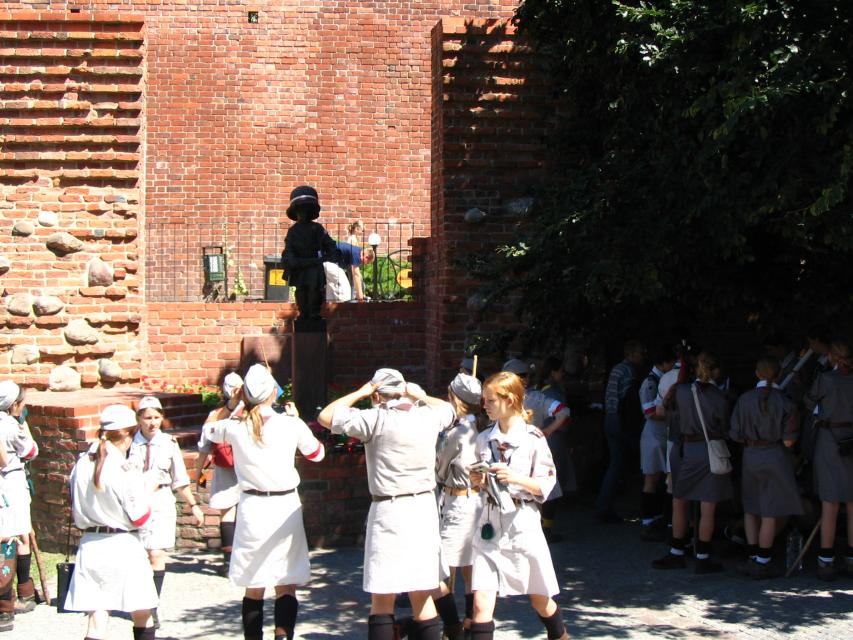
Nữ Hướng đạo Ba Lan tại Warszawa

Phụ nữ đã tham gia vào Hướng đạo từ những ngày đầu tiên của phong trào. Charlotte Mason trước tiên nhận thấy tính khả dĩ giáo dục của Hướng đạo đối với trẻ em. Tháng tư năm 1905, bà đặt sách "Trợ giúp trinh sát" của Baden-Powell trong đề mục của Trường Liên hiệp Phụ huynh (Parents' Union School). Baden-Powell sau này có ghi nhận Katherine Loveday, một cô giáo tư gia được Mason đào tạo như một người gây cảm hứng cho ông viết sách Hướng đạo cho Nam.
Chính các bé gái đã chọn tham gia vào Hướng đạo từ khi sách "Hướng đạo cho Nam" được xuất bản năm 1908. Tại Anh, nữ đã tự thành lập các hàng đội của mình, đôi khi liên kết với các đoàn nam Hướng đạo địa phương, đôi khi hiện hữu một mình. Tại New Zealand, Nữ Hướng đạo Hòa bình bắt đầu năm 1908.
Tháng 9 năm 1909, một số bé gái xuất hiện tại buổi diễu hành Hướng đạo đầu tiên tại Cung điện Thủy tinh, tự gọi họ là Nữ Hướng đạo. Đây là một bước ngoặt đối với các bé gái trong Hướng đạo: Baden-Powell chấp nhận rằng các bé gái sẽ được tham gia vào Hướng đạo. Trong một số phát hành tháng 10 của "Công báo Tổng hành dinh Nam Hướng đạo" (Boy Scout Headquarters Gazette), một nguyệt san dành cho Huynh trưởng Hướng đạo, có một hướng dẫn xuất hiện trên công báo nói rằng tất cả các đơn xin gia nhập Nữ Hướng đạo nên gởi trực tiếp về tổng hành dinh. Một tháng sau đó, cũng trong công báo này, "Kế hoạch cho Nữ Hướng đạo" được xuất bản. Baden-Powell biết rằng các bé gái cần một tổ chức riêng nếu muốn nó được thành công. Nữ Hướng đạo được đặt tên tiếng Anh là "Girl Guides" theo tên của những đoàn trinh sát nổi tiếng ở Ấn Độ là corps of guides. Nhiều bé gái ở Anh là "Girl Scouts" (tên Nữ Hướng đạo bằng tiếng Anh khác) trở nên ngờ vực về những phát triển mới này nhưng cũng bị thuyết phục chấp nhận điều đó.

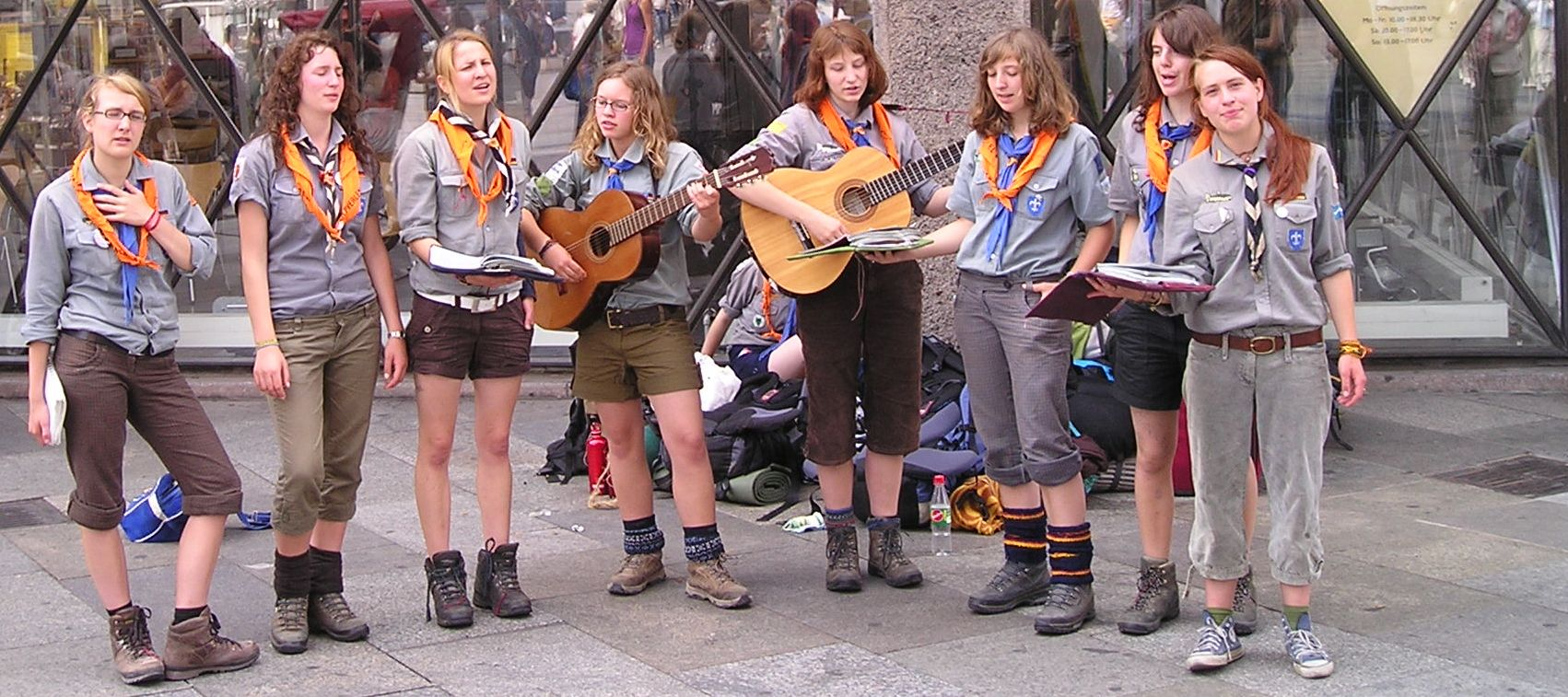
Nữ hướng đạo sinh Đức hát trên đường phố năm 2007

Năm 1910, Baden-Powell thành lập Nữ Hướng đạo (Girl Guides) như một phong trào song hành dành cho nữ được em gái của ông là Agnes Baden-Powell dẫn dắt. Bà đã phải vượt qua nhiều thành kiến chống Nữ Hướng đạo vào thời đó. Nhiều người nghĩ rằng Nữ Hướng đạo sẽ biến các bé gái thành các cô bé tinh nghịch như con trai.
Trong lúc Agnes đóng vai trò chính cho đến khi mất vào năm 1945, vợ của Baden-Powell là Olave Baden-Powell trở thành Nữ Hướng đạo trưởng của Anh năm 1918, và Nữ Hướng đạo trưởng thế giới vào năm 1930. Những người có ảnh hưởng khác còn có Juliette Low ở Hoa Kỳ, Olga Malkowska ở Ba Lan và Antoinette Butte ở Pháp. Baden-Powell viết một sách chỉ nam riêng dành cho tổ chức mới này, sách có tên là "Làm thế nào để nữ giúp xây dựng Đế quốc" (How Girls Can Help to Build Up the Empire) năm 1912.
Năm 1914, một ngành nhỏ tuổi hơn, ban đầu gọi là Nụ hồng (Rosebuds) chẳng bao lâu được đổi tên thành "Chim non" (Brownies) song hành với Ấu sinh (Cub Scouts) bắt đầu. Nữ có thể gia nhập nhỏ nhất là 5 tuổi tại một số quốc gia. Ở tuổi này, các bé gái được gọi là "Sparks" ở Canada, "Daisies" (hay tiếng Việt là "Nhi sinh") ở Hoa Kỳ, và nhiều tên gọi khác nữa tại 150 quốc gia có phong trào Nữ Hướng đạo và Hướng đạo.
Ngày nay, Hội Nữ Hướng đạo Thế giới là tổ chức dành cho bé gái và phụ nữ lớn nhất thế giới với số thành viên ước tính là 10 triệu người.

## Các hoạt động

Nữ Hướng đạo trước một nhà thờ Công giáo tại Łosiniec, Ba Lan

Nữ Thiếu sinh Hướng đạo học nền tảng của phương pháp Hướng đạo. Những điều trong đó được dùng để thấm nhuần đức tính, tính công dân, phát triển thể chất, và tài lãnh đạo của giới nữ qua một chương trình có cấu trúc gồm nhiều hoạt động. Đa số các hoạt động này được thực hiện ở cấp bậc đơn vị. Các Nữ Thiếu sinh có thể lấy từng phần trong nhiều dạng chương trình từ thử thách ngoài trời như leo núi và đi thuyền đến các năng khiếu như sơ cứu. Mục tiêu của Nữ Hướng đạo là cho các bé gái những cơ hội mới như du lịch thế giới, cắm trại, các kế hoạch phục vụ cộng đồng, và thử các hoạt động mới mẻ. Những hoạt động này được tạo ra để dạy cho các bé gái góp phần cho xã hội, phát triển tâm linh, khuyến khích làm việc đồng đội, có được tự hào với thành tựu, và lấy được lòng tự trọng và tài lãnh đạo.

## Đồng phục
Các đồng phục và huy hiệu của từng hội Hướng đạo quốc gia có thể được tìm thấy trong bài nói về Hướng đạo của quốc gia đó.

Huy hiệu thành viên Hội Nữ Hướng đạo Thế giới - hình ba lá là thành phần chính của biểu trưng của đa số các tổ chức Hướng đạo

Đồng phục là một đặc tính cá biệt của Hướng đạo. Trong Trại Họp bạn Hướng đạo Thế giới năm 1938, Robert Baden-Powell nói rằng đồng phục "che giấu đi những khác biệt về giai cấp xã hội trong một quốc gia và tạo ra sự bình đẳng; nhưng quan trọng hơn nữa là nó che đi những dị biệt về quốc gia, chủng tộc và tín ngưỡng, và tạo cho mọi người có cảm giác mình là thành viên của nhau trong tình anh em vĩ đại".
Đồng phục nữ thay đổi rộng khắp trong các nền văn hoá, khí hậu và các hoạt động xuyên suốt lịch sử. Chúng thường trang trí với các chuyên hiệu chỉ rõ trách nhiệm và những thành tựu mà nữ Hướng đạo sinh đạt được. Đồng phục trong cùng một tổ chức cũng thường khác nhau trong mỗi nhóm tuổi. Nữ Ấu sinh thường mặc đồng phục có màu nâu. Có những nơi, đồng phục được sản xuất và phân phát qua các công ty được tổ chức Hướng đạo chấp nhận hoăc là các tổ chức Nữ Hướng đạo địa phương. Có nơi thì chính thành viên tự tạo đồng phục cho mình.